# Låt oss denna kropp begrava
Låt oss thenna kropp begrafwa är skriven av Michael Weisse (1580-1534) "Nun last uns den leib begraben" Den publicerades först i  Ein Neu Geseng buchlen, Jung Bunzlau, 1531, i 7 strofer med 4 rader, Detta har kallats en översättning från latin av Aurelius Prudentius Clemens från 400-talet, men mycket lite likhet är att finna vid en sådan jämförelse. Vem som översatt psalmen till svenska är okänt. 
Den svenska texten inleds med orden:
Låt oss thenna kropp begrafwa
Och then trona alltijd hava

## Publicerad i
- 1572 års psalmbok med titeln LÅt oss thenna kropp begraffua under rubriken "En song til the dödhas Begraffning".[1]
- Göteborgspsalmboken 1650 under rubriken "Om Döden och Domen".[2]
- 1695 års psalmbok som nr 400 med inledningen Låt oss thenna kropp begrafwa under rubriken "Begrafnings-Psalmer".